# Jorgovanka Tabaković

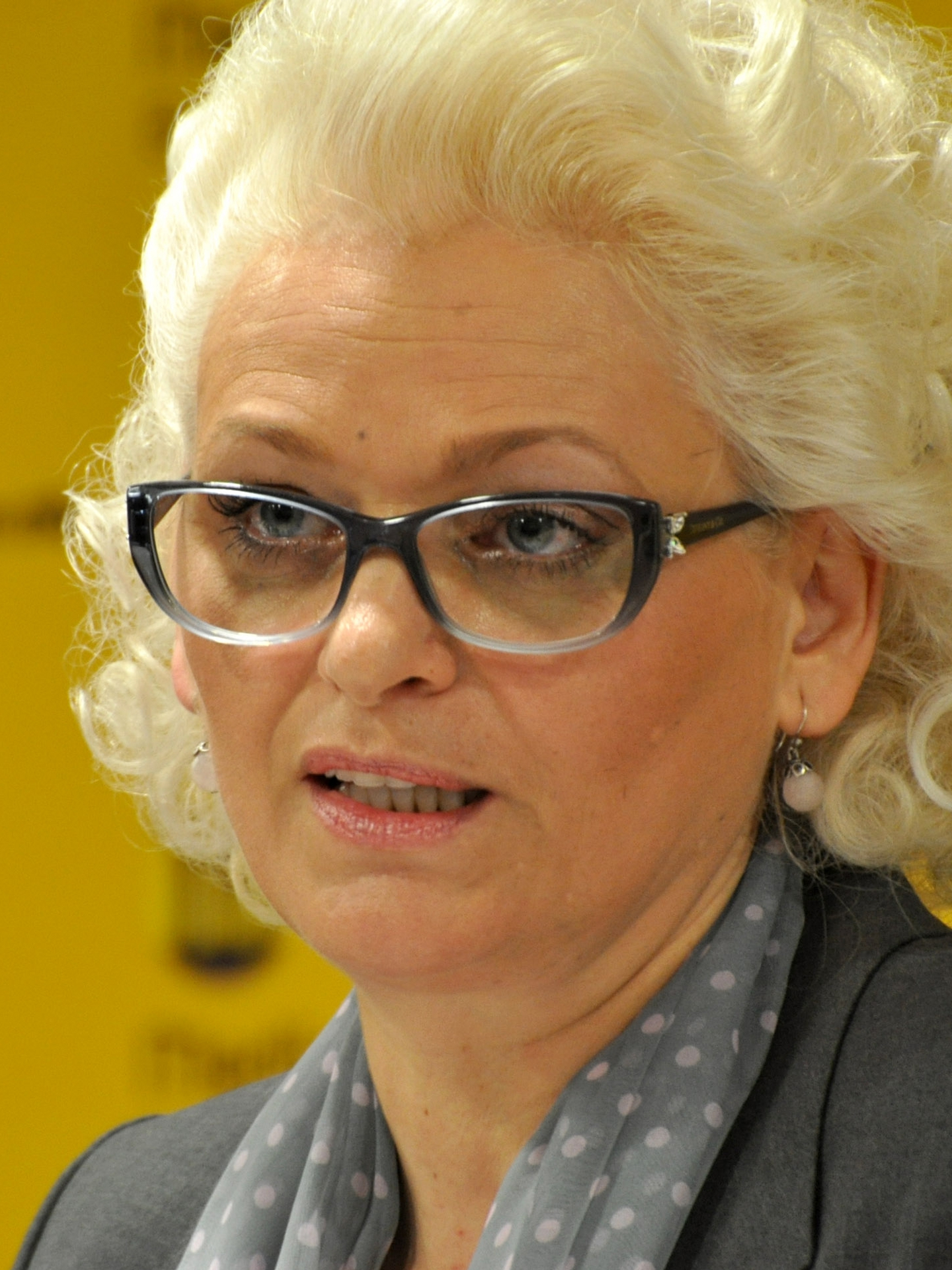
Jorgovanka Tabaković

Jorgovanka Tabaković (* 20. März 1960) ist eine serbische Politikerin (SNS) und Managerin. Seit 2012 leitet sie als Gouverneurin die Nationalbank Serbiens.

## Werdegang
Tabaković studierte bis 1981 Wirtschaftswissenschaften an der Universität Prishtina und lehrte anschließend bis 1989, ehe sie für zwei Jahre für eine Handelsfirma arbeitete. Ab 1992 saß sie für die Radikale Partei im Parlament der neu gegründeten Bundesrepublik Jugoslawien. Parallel war sie für die in Prishtina ansässige lokale Dependance der Beogradska Banka tätig. Nachdem es auf Betreiben des jugoslawischen Staatspräsidenten Slobodan Milošević 1998 zu einer Neubildung der jugoslawischen Regierung unter Leitung der Sozialistischen Partei Serbiens in einer Koalition der Radikalen Partei und der Jugoslawischen Linken gekommen war, wurde sie zur Ministerin für Eigentum und wirtschaftlichen Übergang berufen. Nach der Wahl 2000 übergab sie im Oktober des Jahres ihr Amt an Oskar Kovač, zudem verlor sie ihr Abgeordnetenmandat.
Nachdem Tabaković 1999 einen Masterabschluss an der Universität Prishtina gemacht hatte, wechselte sie beruflich zu Telekom Srbij. 2007 wurde sie erstmals ins serbische Parlament gewählt. Nachdem sich die Radikale Partei im Herbst des Jahres aufgrund innerer Querelen spaltete, schloss sie sich 2008 der neu gegründeten Fortschrittspartei an. Tabaković erhielt 2011 einen PhD in Wirtschaftswissenschaften der privaten Educons University in Sremska Kamenica. Ihr Doktorvater war Milenko Dželetović, heute Präsident des Wirtschaftsvereinigung der SNS.
Seit August 2012 ist sie als Nachfolgerin von Dejan Šoškić, der in Folge der Verabschiedung eines Gesetzes, dass der serbischen Regierung mehr Einfluss auf die Politik der Zentralbank gewährte, Gouverneurin der Nationalbank Serbiens. In der Folge legte sie ihr Abgeordnetenmandat nieder. Im August 2018 wurde sie für eine weitere sechsjährige Amtszeit bestätigt.